# Fondachelli-Fantina

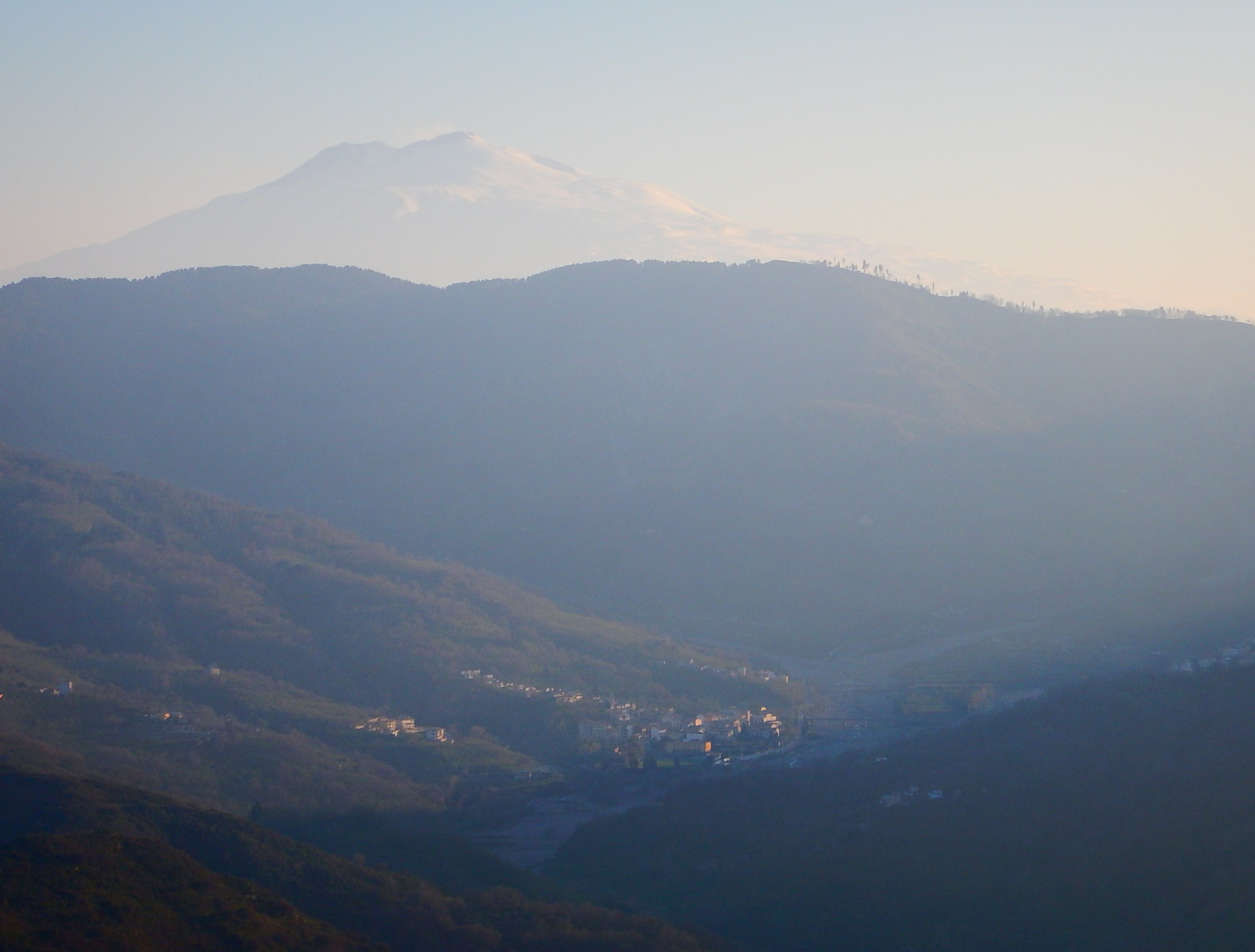
La vallée de Fondachelli-Fantina avec l'Etna.

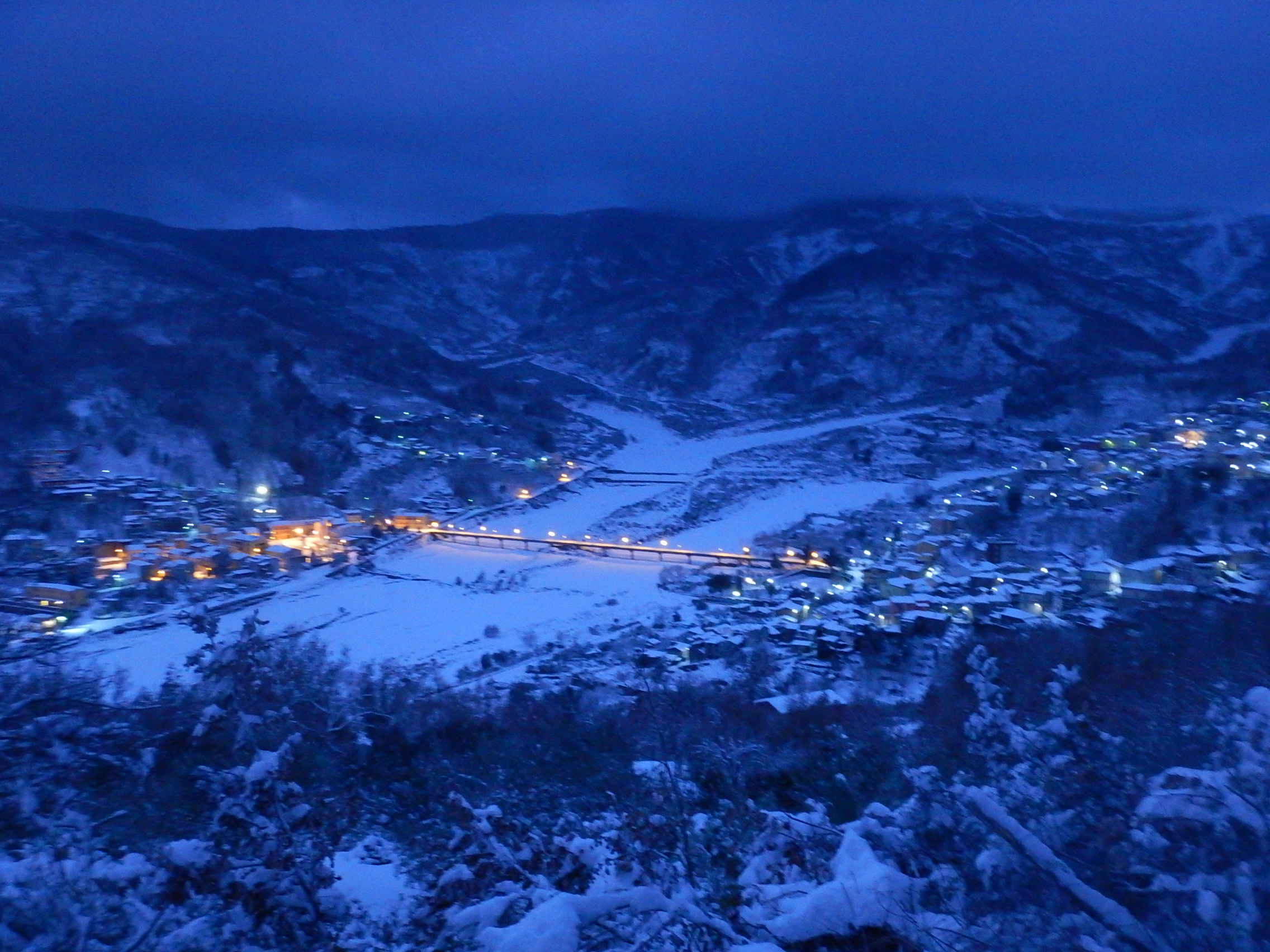
Fondachelli-Fantina en hiver.

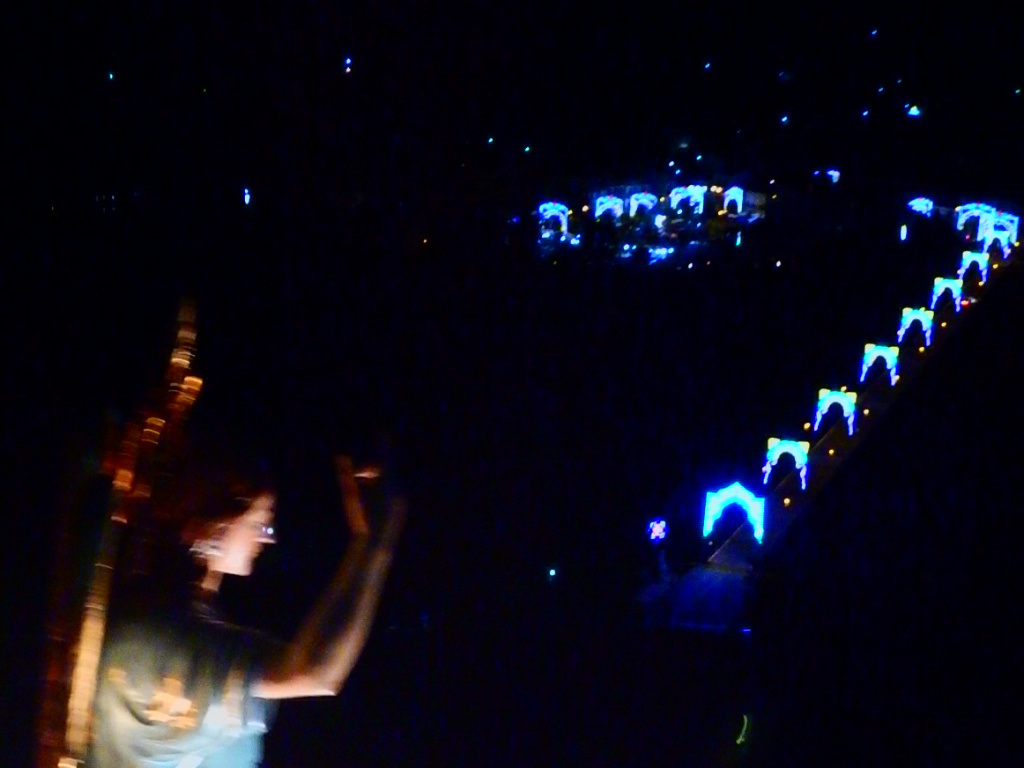
La fête la plus importante à Fondachelli-Fantina est celle du saint Patron l'Ange Gardien, célébré le second dimanche de juillet.

Fondachelli-Fantina est une commune italienne de la province de Messine, dans la région Sicile. Elle est située dans la vallée de la fiumara du Patrì, à son origine, parmi les monts Péloritains dont ses plus hauts sommets, la Montagna Grande, la Rocca di Salvatesta et la Montagna di Vernà, se montrent dans la vallée, à retenir pour leur beauté et les caractéristiques, le Rocche di Durante et le plateau de Pizzo Vento. Le saint Patron est l'Ange Gardien célébré le deuxième dimanche de juillet.

## Administration
| Période                                  | Période | Identité | Étiquette | Qualité |
| ---------------------------------------- | ------- | -------- | --------- | ------- |
|                                          |         |          |           |         |
| Les données manquantes sont à compléter. |         |          |           |         |

### Communes limitrophes
Antillo, Francavilla di Sicilia, Novara di Sicilia, Rodì Milici